# Kultaankosket
Kultaankoski ou Kultaankosket sont des rapides du fleuve Kymijoki situés à la frontière de Kouvola et de  Kotka en Finlande. 

## Description
La longueur de la zone des rapides Kultaankosket est d'environ 600 mètres, la largeur de 350 mètres et le dénivelé de 1,5 mètre.
Les rapides Kultaankosket appartiennent à la catégorie I de la classification des rapides et sont facilement accessibles en bateau ou en canoë.
Les Kultaankosket sont protégée par la loi sur la protection des rapides et appartient à la zone Natura 2000 (FI0401001) du Kymijoki.